# Маккінлі-Гайтс (Огайо)
Маккінлі-Гайтс (англ. McKinley Heights) — переписна місцевість (CDP) в США, в окрузі Трамбалл штату Огайо. Населення — 950 осіб (2020).

## Географія
Маккінлі-Гайтс розташоване за координатами 41°11′14″ пн. ш. 80°43′2″ зх. д. / 41.18722° пн. ш. 80.71722° зх. д. (41.187108, -80.717088).  За даними Бюро перепису населення США в 2010 році переписна місцевість мала площу 2,26 км², з яких 2,26 км² — суходіл та 0,00 км² — водойми.

## Демографія
Згідно з переписом 2010 року, у переписній місцевості мешкало 1060 осіб у 435 домогосподарствах у складі 283 родин. Густота населення становила 470 осіб/км².  Було 556 помешкань (246/км²).
Расовий склад населення:
| - 97,4 % — білих - 1,2 % — чорних або афроамериканців - 0,7 % — азіатів - 0,3 % — корінних американців |

До двох чи більше рас належало 0,5 %. Частка іспаномовних становила 0,3 % від усіх жителів.
За віковим діапазоном населення розподілялося таким чином: 23,2 % — особи молодші 18 років, 61,5 % — особи у віці 18—64 років, 15,3 % — особи у віці 65 років та старші. Медіана віку мешканця становила 42,4 року. На 100 осіб жіночої статі у переписній місцевості припадало 101,1 чоловіків;  на 100 жінок у віці від 18 років та старших — 99,0 чоловіків також старших 18 років.
Середній дохід на одне домашнє господарство  становив 64 667 доларів США (медіана — 44 345), а середній дохід на одну сім'ю — 90 910 доларів (медіана — 65 729). За межею бідності перебувало 12,6 % осіб, у тому числі 11,3 % дітей у віці до 18 років та 0,0 % осіб у віці 65 років та старших.
Цивільне працевлаштоване населення становило 408 осіб. Основні галузі зайнятості: виробництво — 35,5 %, освіта, охорона здоров'я та соціальна допомога — 19,6 %, роздрібна торгівля — 12,7 %, будівництво — 9,1 %.